# Smrt talentovaného ševce (film)
Smrt talentovaného ševce je československý detektivní film z roku 1982 (premiéra 1. dubna 1983), natočený podle stejnojmenného románu Václava Erbena z roku 1978. Režisérem filmu byl Jan Schmidt, který se podílel také na scénáři (vedle autora knižní předlohy), hlavní postavu kapitána Exnera ztvárnil Jiří Kodet.

## Děj
Elegán a pražský kriminalista kapitán Exner přijíždí ve svém starém luxusním kabrioletu na dovolenou do městečka  v podhůří Orlických hor, kde je významný renesanční zámek s rozlehlým anglickým parkem. Ubytuje se v hotelu Zlatá hvězda. Ještě téže noci je ukradenou sekyrou zavražděn Boleslav Rambousek (Josef Wydra), původně místní švec a lidový řezbář (později údržbář na zámku), který se jako samouk stal oceňovaným (a bohatým) naivním malířem.
Ráno po vraždě se kapitán Exner vydá na procházku, u vody se dvoří půvabné Lídě Buršové (Jana Boušková), která je jednou z průvodkyň na zámku, a pozve ji na večeři. Exner je v parku zadržen příslušníkem VB, protože zámek i park je kvůli vyšetřování vraždy již uzavřen. Exner nejprve zapře, že je příslušníkem VB, dokonce kriminalistou. Z dovolené je však odvolán a pověřen vyšetřováním, z Prahy přijíždějí také jeho dva dlouholetí spolupracovníci z kriminálky: poručík Beránek (Antonín Hardt) a nadporučík Vlček (Karel Chromík).
Poručík místní VB Václav Šlajer (Miroslav Zounar) dobře zná zdejší poměry a lidi. Najde zakrvácenou sekyru, která původně patřila Josefu Kolářovi (Otto Lackovič) a později Exnerovi vysvětluje, jak těžce nese, že vrahem asi byl někdo z místních (poslední vražda zde byla přes 123 lety). Rambousek většinu lidí štval a akademický malíř Vojtěch Matějka (Bohuslav Čáp) o něm mluvil s despektem jako o „diletantovi“. Ale kunsthistorik PhDr. Medek (Karel Augusta) objevil jeho talent a proslavil ho. Připravil rukopis monografie, ale dosud nebyly pořízeny reprodukce obrazů. Když zjistí, že vrah také prakticky zničil všechny obrazy v bytě, skoro se zhroutí. 
Kapitán Exner vyslechne také dvojici milenců, ženatého lékaře Hausera (Vladimír Kratina) a druhou průvodkyni na zámku, Olgu Domkářovou (Milena Steinmasslová). Na základě toho příslušníci VB a sám Exner pátrají v okolí jediné cesty, kde se vrah mohl zbavit zakrváceného oblečení. Když Exner najde a vyloví balík ze zámeckého rybníčku je už snadné usvědčit pachatele. Ještě si však v rozhovoru s ním ověří motiv vraždy. S Lídou se Exner musí narychlo rozloučit, protože je z dovolené znovu odvolán, tentokrát k případu do Libína.

## Obsazení
Vybrané role ve filmu:
| Jiří Kodet           | kapitán JUDr. Michal Exner                               |
| Antonín Hardt        | poručík Beránek, spolupracovník Exnera                   |
| Karel Chromík        | nadporučík Vlček, spolupracovník Exnera                  |
| Miroslav Zounar      | poručík místní VB Václav Šlajner                         |
| Jana Boušková        | Lída, průvodkyně na zámku                                |
| Milena Steinmasslová | Olga Domkářová, průvodkyně na zámku                      |
| Karel Augusta        | kunsthistorik PhDr. Medek                                |
| Bohuslav Čáp         | akademický malíř Vojtěch Matějka                         |
| Vladimír Kratina     | MUDr. Hauser, Šlajnerův švagr                            |
| Zdeněk Dušek         | kastelán Kaláb                                           |
| Jana Gýrová          | manželka kastelána                                       |
| Oldřich Velen        | vrchní číšník Václav Karlík (v hotelu, kde bydlel Exner) |
| Nina Divíšková       | Medková, žena kunsthitorika Medka                        |
| Otto Lackovič        | Josef Kolář (patřila mu ukradená sekyra)                 |
| Viktor Vrabec        | vedoucí Antikvy Průšek                                   |
| Bohumil Vávra        | Haml, starý mlynář a obsluha stavidla rybníku            |
| Josef Wydra          | Boleslav Rambousek                                       |

## Tvůrci a štáb
Mezi hlavní tvůrce patří:
- Režie: Jan Schmidt
- Námět: Václav Erben , detektivní román Smrt talentovaného ševce z roku 1978
- Scénář: Václav Erben, Jan Schmidt
- Kamera: Jiří Macák
- Střih: Miroslav Hájek
- Zvuk: František Fabián
- Hudba: Ota Petřina včetně hudby k písní Je téměř půlnoc
- Text písně Je téměř půlnoc: Pavel Žák
- Zpěv písně Je téměř půlnoc (v úvodu a závěru filmu): Petra Janů
- Nahrál: Filmový symfonický orchestr (dirigent Štěpán Koníček)
- Vedoucí produkce: Ladislav Novotný
- Skript: Jana Goetzová
- Výtvarník dekorací: akademický architekt Jindřich Goetz
- Výtvarník kostýmů: Šárka Hejnová
- Umělecký maskér: Jiří Budín
- Vedoucí kostymérka: Naděžda Hejnová
- Pomocný režisér: Jan Kubišta
- Druhý kameraman: Jan Hanzal
- Vedoucí výpravy: Bedřich Čermák
- Odborní poradci: pplk. Jaroslav Svoboda, Ladislav Ježdík

## Lokace a reálie
Ve filmu i v románové předloze se město i zámek jmenují Opolná, de facto to však jsou město a zámek Opočno s parkem. Zde se velká část filmu také natáčela. Některé záběry, i když vypadají, že jsou ze zámeckého parku, ale vznikly na jiných místech – např. procházka kapitána Exnera a první setkání s Lídou Buršovou se natáčelo v údolí Metuje nedaleko Nového Města nad Metují (což z Opočna není příliš daleko).
Bývalého ševce a lidového řezbáře, v době vraždy údržbáře na zámku a současně úspěšného naivního malíře Boleslava Rambouska zahrál místní opočenský ochotník Josef Wydra. Autorkou jeho naivních obrazů zobrazených ve filmu je Vlasta Dlouhá – tlumočnice a manželka akademického malíře a profesora AVU Bedřicha Rambouska. Na některých obrazech spolupracoval také restaurátor Jan Vachuda.
Do roku 1982 byly zfilmovány tři romány s kapitánem Exnerem, ale hlavní postavu ztvárnil vždy jiný herec. První román Poklad byzantského kupce z roku 1964 byl zfilmován již v roce 1966 (Exnera hrál Jiří Vala). Román Bláznova smrt z roku 1967 byl natočen jako televizní film v roce 1973 – hlavní role Petr Kostka. Ve filmu Čas pracuje pro vraha z roku 1979 se kriminalista jmenuje kapitán Marha (František Němec), ale de facto to je kapitán Exner, předlohou byl román Efektivně mrtvá žena z roku 1970. Také Jiří Kodet zahrál tuto postavu pouze jednou, i když Václav Erben si vysloveně přál, aby se objevil také v dalších filmech podle jeho příběhů a rovněž typově odpovídal charakteristice postavy v románech. Kodet ale u soudruhů nebyl v oblibě a ve filmu měl dostávat „jen malé a záporné role“. Další velkou filmovou roli dostal až na konci 90. let ve filmu Pelíšky režiséra Jana Hřebejka.

## Knižní předloha
Román Smrt talentovaného ševce od Václava Erbena poprvé vyšel v roce 1978 v nakladatelství Československý spisovatel, edice Spirála. Jde již o devátý román ze série příběhů, kde hlavní postavou je kriminalista kapitán Exner. Román později vyšel ještě několikrát v různých nakladatelstvích (Svoboda, MOBA ad.). Byl také přeložen do několika jazyků – mimo jiné vyšel německy, rusky, estonsky, švédsky a polsky.

## Rozhlasové dramatizace
V roce 2022 vznikla také rozhlasová dramatizace příběhu, kterou připravil Český rozhlas jako četbu na pokračování (10 dílů). Účinkuje Tomáš Jirman, připravila Eva Lenartová, zvukový mistr Marek Hoblík, režie Tomáš Soldán. Od tohoto roku je také k zakoupení v Radiotéce Českého rozhlasu.